# Marek Maciejewski
Marek Maciejewski (ur. 27 lutego 1950) – polski prawnik, profesor nauk prawnych, specjalista w zakresie historii doktryn politycznych i prawnych, profesor zwyczajny w Wydziale Prawa, Administracji i Ekonomii Uniwersytetu Wrocławskiego oraz w Wydziale Prawa i Administracji Uniwersytetu Opolskiego.

## Życiorys
W 1972 ukończył studia prawnicze na Wydziale Prawa i Administracji Uniwersytetu Warszawskiego. W 1979 obronił pracę doktorska Ruch i ideologia narodowych socjalistów w Republice Weimarskiej napisaną pod kierunkiem Karola Joncy. W 1991 na podstawie dorobku naukowego oraz rozprawy pt. Doktryna rewolucyjnego konserwatyzmu wobec narodowego socjalizmu 1921–1945 uzyskał na WPiA UWr stopień naukowy doktora habilitowanego nauk prawnych. W 1998 otrzymał tytuł naukowy profesora nauk prawnych. Jest kierownikiem Katedry Doktryn Politycznych i Prawnych na tym Wydziale oraz nauczycielem akademickim Wydziału Prawa i Administracji UO.
Pod jego kierunkiem stopień naukowy doktora uzyskał Mirosław Sadowski (2000) i Piotr Szymaniec (2012).

## Wybrane publikacje
- Doktryny polityczne i prawne u progu XXI wieku. Wybrane problemy badawcze (red.), Wrocław: „Kolonia Limited”, 2002.
- Leksykon myślicieli politycznych i prawnych (red.), Warszawa: Wydawnictwo C. H. Beck, 2004, 2006, 2009.
- Od piwiarnianego klubu do organizacji wywrotowej. Nazizm w latach 1919–1924, Toruń: Wydawnictwo Adam Marszałek, 2005, 2006.
- Pamięci zmarłych profesorów i docentów Wydziału Prawa, Administracji i Ekonomii Uniwersytetu Wrocławskiego, Wrocław: Uniwersytet Wrocławski, 2010.
- Pod znakiem swastyki. Polscy prawnicy wobec Trzeciej Rzeszy 1933–1939. Wybór pism (oprac.), Kraków: Ośrodek Myśli Politycznej, 2005.
- Powszechna historia gospodarcza czasów nowożytnych, Wrocław: Wydaw. Uniwersytetu Wrocławskiego, 1996.
- Powszechne dzieje gospodarcze od końca XV wieku do 1939 roku, Wrocław: Wydaw. Uniwersytetu Wrocławskiego, 2000, 2001, 2007.
- Ruch i ideologia narodowych socjalistów w Republice Weimarskiej, Warszawa: PWN, 1985[7].